# Hans Conried
Hans Conried est un acteur américain, né le 15 avril 1917 à Baltimore, dans le Maryland, et mort le 5 janvier 1982 à Burbank, en Californie (États-Unis).

## Filmographie

### Au cinéma
- 1938 : Coup de théâtre (Dramatic school) de Robert B. Sinclair : Ramy
- 1939 : Never Say Die de Elliott Nugent : petit rôle indéterminé
- 1939 : It's a Wonderful World : Mr. Delmonico, régisseur
- 1939 : On Borrowed Time : homme en cabriolet
- 1940 : Dulcy de King Vidor : Vincent Leach
- 1940 : Le Dictateur (The Great Dictator) de Charlie Chaplin : petit rôle indéterminé
- 1940 : Chante mon amour : Rudolph, homme chez Mama Luden
- 1941 : Maisie Was a Lady : Georgie Porgie, un invité
- 1941 : More About Nostradamus : Feliz Paretti , ultérieurement le Pape Sixte V
- 1941 : Underground de Vincent Sherman : Herman, membre de l'Underground
- 1941 : Unexpected Uncle de Peter Godfrey : Clayton, manager chez Brocks
- 1941 : Weekend for Three d'Irving Reis : employé de bureau
- 1941 : The Gay Falcon d'Irving Reis : Herman, le dessinateur
- 1941 : A Date with the Falcon : employé de l'Hôtel fédéral
- 1942 : Jeanne de Paris (Joan of Paris) de Robert Stevenson: second agent de la Gestapo
- 1942 : Blondie's Blessed Event : George Wickley
- 1942 : Cinquième colonne (Saboteur) d'Alfred Hitchcock : Edward
- 1942 : The Wife Takes a Flyer (it) de Richard Wallace : Hendrik Woverman
- 1942 : Pacific Rendezvous de George Sidney : employé du Park Hotel
- 1942 : The Falcon Takes Over : Lindsey Marriot
- 1942 : The Big Street : Louie, le maître d'hôtel
- 1942 : Nightmare : Hans
- 1942 : Lune de miel mouvementée (Once Upon a Honeymoon) de Leo McCarey : l'installateur
- 1942 : Underground Agent : Hugo
- 1943 : Les Enfants d'Hitler (Hitler's Children) d'Edward Dmytryk : Dr. Graf
- 1943 : Voyage au pays de la peur (Journey Into Fear) de Norman Foster et Orson Welles : Oo Lang Sang
- 1943 : Hostages : Lieutenant Glasenapp
- 1943 : La Fille et son cow-boy (A Lady Takes a Chance) de William A. Seiter : Gregg Stone
- 1943 : Crazy House de Edward F. Cline : Roco
- 1943 : La Sœur de son valet (His Butler's Sister) de Frank Borzage : Reeves
- 1944 : Passage pour Marseille (Passage to Marseille) de Michael Curtiz : Jourdain
- 1944 : Madame Parkington (Mrs. Parkington) de Tay Garnett : Mr. Ernst - directeur de Cellini
- 1944 : The Beach Nut : Wally Walrus (voix)
- 1944 : Ski for Two : Wally Walrus (voix)
- 1945 : Chew-Chew Baby : Wally Walrus (voix)
- 1945 : Sliphorn King of Polaroo (voix)
- 1945 : The Dippy Diplomat : Wally Walrus (voix)
- 1946 : Reckless Driver : Wally Walrus
- 1947 : Well Oiled : Wally Walrus
- 1947 : The Senator Was Indiscreet (en) : serveur
- 1948 : Variety Time : Rudy La Paix
- 1949 : Entrons dans la danse (The Barkleys of Broadway) de Charles Walters : Ladislaus Ladi
- 1949 : Ma bonne amie Irma (My Friend Irma), de George Marshall : Professeur Kropotkin
- 1949 : Fiancée à vendre (Bride for Sale) de William D. Russell : vendeur à la bijouterie
- 1949 : Un jour à New York (On the Town) de Stanley Donen et Gene Kelly : Francois (maître d'hôtel)
- 1950 : Voyage à Rio (Nancy goes to Rio) de Robert Z. Leonard : Alfredo
- 1950 : La Jolie Fermière (Summer Stock) de Charles Walters : Harrison I. Keath
- 1951 : Riche, jeune et jolie (Rich, yound and pretty) de Norman Taurog : Jean
- 1951 : New Mexico (en) : Lincoln
- 1951 : Symphonie en 6.35 (Behave Yourself!) : Gillie la lame
- 1951 : Texas Carnival : employé d'hôtel
- 1951 : L'Âge d'aimer (Too Young to Kiss) de Robert Z. Leonard : Mr. Sparrow
- 1951 : La Femme de mes rêves (I'll See You in My Dreams), de Michael Curtiz : William Rossiter
- 1952 : Johann Mouse : Narrateur
- 1952 : Miracle à Tunis (The Light Touch) de Richard Brooks : Leopold
- 1952 : Three for Bedroom C : Jack Bleck, journaliste
- 1952 : Big Jim McLain de Edward Ludwig : Robert Henried
- 1952 : Le monde lui appartient (The World in His Arms) de Raoul Walsh : Eustace, employé d'hôtel
- 1953 : The Twonky : Cary West
- 1953 : Peter Pan de Clyde Geronimi : Capitaine Crochet / Mr. Darling (voix)
- 1953 : The Emperor's New Clothes : (voix)
- 1953 : Siren of Bagdad : Ben Ali
- 1953 : Les 5 000 Doigts du Dr. T (The 5,000 Fingers of Dr. T.) de Roy Rowland : Dr. Terwilliker
- 1953 : Casanova Junior (The Affairs of Dobie Gillis) de Don Weis : Professeur Amos Pomfritt
- 1953 : Franklin et moi (Ben and Me) de Hamilton Luske : Tom Jefferson (voix)
- 1954 : Davy Crockett, roi des trappeurs (Davy Crockett, King of the Wild Frontier) de Norman Foster : Thimblerig
- 1955 : Un pitre au pensionnat (You're Never Too Young) de Norman Taurog : François
- 1956 : Millionnaire de mon cœur (The Birds and the Bees) de  Norman Taurog : Duc Jacques de Montaigne
- 1956 : Arrêt d'autobus (Bus Stop) de Joshua Logan :  photographe reporter du magazine
- 1957 : The Story of Anyburg U.S.A. de Clyde Geronimi : procureur (voix)
- 1957 : The Monster That Challenged the World : Dr. Jess Rogers
- 1957 : Les espions s'amusent (Jet Pilot) de Josef von Sternberg : Colonel Matoff
- 1958 : The Big Beat : Vladimir Skilsky
- 1958 : Trois bébés sur les bras (Rock-a-Bye Baby) de Frank Tashlin : Mr. Wright
- 1959 : Juke Box Rhythm : Balenko
- 1959 : Les Aventures d'Aladin (1001 Arabian Nights) de Jack Kinney : le méchant Wazir (voix)
- 1961 : The Magic Fountain : Otto le hibou (voix)
- 1963 : Mes six amours et mon chien (My Six Loves) de Gower Champion : Kinsley Kross
- 1964 : Les Sept Voleurs de Chicago (Robin and the 7 Hoods) de Gordon Douglas : Mr. Ricks (architecte)
- 1964 : Jerry souffre-douleur (The Patsy) de Jerry Lewis : Professeur Mulerr
- 1970 : The Phantom Tollbooth : Roi Azaz / Le MathemaGicien (voix)
- 1973 : The Brothers O'Toole : Polonius Vandergeit
- 1976 : Un candidat au poil (The Shaggy D. A.) de Robert Stevenson: Professeur Whatley
- 1977 : The Magic Pony (voix)
- 1978 : Le Chat qui vient de l'espace (The Cat from Outer Space) de Norman Tokar : Docteur Heffel
- 1980 : Oh, God! Book 2 (Oh, God! Book II) de Gilbert Cates : Dr. Barnes
- 1986 : Fables and Legends (vidéo) : Narrateur

### À la télévision
- 1951 : The Walt Disney Christmas Show : Slave in the Magic Mirror
- 1953 : I'll Buy That (série)
- 1955 : The Miracle on 34th Street : Mr. Shellhammer
- 1956 : Saturday Spectacular: Manhattan Tower : Village Artist
- 1953 : Make Room for Daddy (série) : Uncle Tonoose (1956-1965)
- 1957 : Le Woody Woodpecker Show (série) : Wally Walrus (1944-1948) (voix)
- 1958 : Magic and Music : Slave in the Magic Mirror
- 1958 : Hansel and Gretel (en) : Witch
- 1959 : The Alphabet Conspiracy : Mad Hatter (voix)
- 1959 : The Ransom of Red Chief : Sam Snyder
- 1959 : Rocky and His Friends (série) (voix)
- 1961 : The Bullwinkle Show (série) : Snidely Whiplash (voix)
- 1961 : Feathertop : Governor Balfour
- 1963 : Fractured Flickers (série) : Host
- 1964 : Hoppity Hooper (série) : Professor Waldo Wigglesworth (voix)
- 1965 : Tom ans Jerry (série) : Narrator, "Johann Mouse" segment (voix)
- 1965 : Papa Schultz (série) : Major Bonacelli
- 1965 : Uncle Waldo's Cartoon Show (série) : Uncle Waldo
- 1967 : Cricket on the Hearth (voix)
- 1969 : The Dudley Do-Right Show (série) : Snidely Whiplash (voix)
- 1969 : Wake Me When the War Is Over : Erhardt
- 1970 : Horton Hears a Who! : Narrator, Horton and Dr. Hoovey (voix)
- 1970 : Make Room for Granddaddy (série) : Uncle Tonoose (1970-1971)
- 1973 : Dr. Seuss on the Loose : Narrator (voix)
- 1973 : Butch Cassidy and the Sundance Kids (série) (voix)
- 1973 : The Christmas Visit : Spirit of Christmas
- 1977 : Halloween Is Grinch Night (en)  : Grinch / Narrator (voix)
- 1977 : The Hobbit : Thorin (voix)
- 1976 : The Tony Randall Show (série) : Wyatt Franklin (1977-1978)
- 1979 : L'Ancien Testament (Greatest Heroes of the Bible) (feuilleton) : Nebuchadnezzar
- 1980-1982 : : ABC Weekend Specials : Tibbles / Mordo (voix)
- 1980 : The Incredible Book Escape (voix)
- 1980 : The Drak Pack (série) : Dr. Dred (voix)
- 1982 : Barefoot in the Park : Victor Velasco
- 1981 : Spider-Man and His Amazing Friends (série) : The Chameleon (voix)
- 1981 : Faeries : Faerie King / Shadow (voix)
- 1981 : American Dream (série) : Abe Berlowitz
- 1981 : Through the Magic Pyramid : Ay - Mr. Mantley